# Crestones Río Seco
Crestones Río Seco – szczyt w paśmie Sierra Nevada. Leży w południowej Hiszpanii, w regionie Andaluzja, w prowincji Grenada. 